# Le Quatrième Mur (film)
Pour les articles homonymes, voir Quatrième mur (homonymie).
Pour plus de détails, voir Fiche technique et Distribution.
Le Quatrième Mur est un film dramatique français, luxembourgeois et belge réalisé par David Oelhoffen et sorti en 2024,. Il évoque la guerre du Liban. Le film est une adaptation du roman de Sorj Chalandon paru en 2013, portant le même titre.

## Synopsis
Liban, 1982. Pour respecter la promesse faite à un vieil ami, Georges se rend à Beyrouth pour un projet aussi utopique que risqué : mettre en scène Antigone, pièce de théâtre d'Anouilh, afin de voler un moment de paix au cœur de la guerre du Liban. Les personnages seront interprétés par des acteurs venant des différents camps politiques et religieux.
Perdu dans une ville et un conflit qu’il ne connaît pas, Georges est guidé par Marwan.
Mais l'invasion israélienne du Liban en juin 1982 remet bientôt tout en question, et Georges, qui tombe amoureux d’Imane, actrice palestinienne qui réside dans le camp de Chatila, va devoir faire face à la réalité de la guerre.

## Fiche technique
Sauf indication contraire, les informations mentionnées dans cette section peuvent être confirmées par les bases de données cinématographiques IMDb et Allociné,  présentes dans la section « Liens externes ».
- Titre original : Le Quatrième Mur
- Réalisation : David Oelhoffen
- Scénario : David Oelhoffen et Catherine Stragand, d'après l'œuvre de Sorj Chalandon
- Musique : Jerome Reuter et Tom Gatti
- Décors : Hussein Baydoun et Christina Schaffer
- Costumes : Magdalena Labuz et Ola Achkar
- Photographie : Guillaume Deffontaines
- Son : Quentin Collette, Pierre Mertens, Angelo Dos Santos, Rana Eid et Loïc Collignon
- Montage : Sandie Bompar
- Production : Bruno Levy
  - Coproduction : André Logie, Gaëtan David, Jean-Luc Elhoueiss, Bady Minck et Alexander Dumreicher-Ivanceanu
  - Production déléguée : Christine Rouxel et Maya Hariri
  - Production associée : Joffrey Hutin
  - Production exécutive : Sabine Sidawi Hamdan
- Sociétés de production : Panache Productions, Move Movie, Rhamsa Producitons, Amour Fou Luxembourg, Eliph Productions et L'Émissaire de Baal
- Sociétés de distribution : Le Pacte
- Pays de production :  France,  Luxembourg et  Belgique
- Langue originale : français et arabe
- Format : couleur
- Genre : Drame
- Durée : 116 minutes
- Dates de sortie :
  - France : 
    - 28 août 2024 (Angoulême)
    - 15 janvier 2025 (en salles)

## Distribution
- Laurent Lafitte : Georges
- Simon Abkarian : Marwan
- Manal Issa : Imane
- Bernard Bloch : Sam Akounis
- Tarek Yaacoub : Nakad
- Nasri Sayegh : Joseph Boutros
- Pio Chahine : Charbel
- Elie Njeim : Nabil

## Récompenses et distinction
- Sélection au Festival du film Francophone d'Angoulême 2024 (Les Flamboyants)
- Prix RTBF au Festival international du film francophone de Namur 2024
- Prix du Public au Festival de Montélimar (De l'écrit à l'écran)[3]
- Prix du Public et Prix de la meilleure adaptation au festival du Croisic (De la page à l'écran)[4]
- Prix du Public au Festival du film de société de Royan[5]
- Meilleur Film au Festival du cinéma francophone de Málaga[6]